# Peña Unzué
La Peña Unzue (Untzueko Haitza en euskera), es la cumbre de menor altitud (990 m) de la sierra de Aláiz. A pesar de ello es la más bonita de dicha sierra, por no estar cubierta su cumbre de numerosos matorrales que hacen incomoda la ascensión. Destaca imponente su peñasco al que se accede primero por un sendero rodeado de arbustos y después se asciende a él por el este.
- Datos: Q6073906